# 96.ª Divisão de Infantaria (Alemanha)
A 96ª Divisão de Infantaria (em alemão:96. Infanterie-Division) foi uma unidade militar que serviu no Exército alemão durante a Segunda Guerra Mundial.

## Comandantes
| Comandante                                      | Data                                            |
| ----------------------------------------------- | ----------------------------------------------- |
| General der Infanterie Erwin Vierow             | 29 de setembro de 1939 - 1 de agosto de 1940    |
| Generalleutnant Wolf Schede                     | 1 de agosto de 1940 - 10 de abril de 1942       |
| Generalleutnant Joachim Freiherr von Schleinitz | 10 de abril de 1942 - 6 de outubro de 1942      |
| Generalleutnant Fredinand Nöldechen             | 10 de outubro de 1942 - ?? de março de 1943     |
| Oberst Rudolf Noack                             | ?? de março de 1943                             |
| Generalleutnant Fredinand Nöldechen             | ?? de março de 1943 - 1 de maio de 1943         |
| Oberst Gottfried Weber                          | 1 de maio de 1943 - 31 de maio de 1943          |
| Generalleutnant Fredinand Nöldechen             | 31 de maio de 1943 - 28 de julho de 1943        |
| Generalleutnant Richard Wirtz                   | 28 de julho de 1943 - ?? de dezembro de 1943    |
| Generalmajor Johann-Albrecht von Blücher        | ?? de dezembro de 1943 - ?? de janeiro de 1944  |
| Generalleutnant Richard Wirtz                   | ?? de janeiro de 1944 - 3 de março de 1944      |
| Oberst Adolf Fischer                            | 3 de março de 1944 - 10 de abril de 1944        |
| Generalleutnant Richard Wirtz                   | 10 de abril de 1944 - 7 de setembro de 1944     |
| Generalleutnant Werner Dürking                  | 7 de setembro de 1944 - 11 de setembro de 1944  |
| Oberst Koboldt                                  | 12 de setembro de 1944 - 10 de novembro de 1944 |
| Generalleutnant Richard Wirtz                   | 10 de setembro de 1944 - 1 de dezembro de 1944  |
| Generalmajor Hermann Harrendorf                 | 1 de dezembro de 1944 - 8 de maio de 1945       |

## Oficiais de operações
| Major Hans-Joachim Schipp von Branitz | 29 de setembro de 1939 - 10 de julho de 1940 |
| Major Deegener                        | ? de fevereiro de 1941 - 8 de agosto de 1943 |
| Oberstleutnant Heck                   | 8 de agosto de 1943 - 30 de dezembro de 1944 |
| Major Burchhardt                      | 30 de dezembro de 1944 - ? 1945              |

## Área de operações
| Alemanha                      | setembro de 1939 - maio de 1940)    |
| França                        | maio de 1940 - junho de 1941)       |
| Frente Ocidental, setor norte | junho de 1941 - janeiro de 1944)    |
| Frente Oriental, setor sul    | janeiro de 1944 - dezembro de 1944) |
| Eslováquia, Hungria & Áustria | dezembro de 1944 - maio de 1945)    |